# T-75式60公厘迫擊炮
T-75式60公釐迫擊砲是以美製M224迫擊砲為藍本，所研發的武器。T-75的研發過程開始於民國73年（1984年），因此初名為「XT-73」，定型後改為「T-75」。

## 設計
T-75小於M-224，M-224全長1.016公尺，而T-75僅0.748公尺；M-224重21.11kg，T-75僅13.2kg，M-224的圓型底盤也明顯比T-75大了一號。兩者皆有手提握把，其位置有散熱環，但T-75的手提握把位置在砲身的三分之一的位置，而M-224則在末端，很明顯是為了配平重心。M-224的手提握把上有扣擊扳機，T-75沒有。

## 性能
T-75比較輕便，容易攜帶，不過也付出了代價，T-75的最大射程只有2117公尺，正常射速為每分鐘8至15發，最大射速是每分鐘30發。而M-224的最大射程為3490公尺，正常射速為每分鐘20發，最大射速是每分鐘30發，殺傷面積為15 x 15平方公尺。T-75量產後迅速的取代了舊式的31式與44式60公釐迫擊砲。

## 取消編制
陸軍將領表示，陸軍機甲步兵已取消60砲編制，改用81迫砲，迫砲上車，士兵不用扛砲行軍，特戰旅因傘降攜帶輕便所需，保留一小部分60迫砲的編制。

## 彈種
- 國造TC-76高爆彈(HE)
- 美造M-49A2高爆彈(HE)